# PARCS
Bei der Primary Atomic Reference Clock in Space oder kurz PARCS handelt es sich um ein Atomuhr-Projekt, welches neben den Projekten SUMO, RACE und ACES, auf der Internationalen Raumstation (ISS) durchgeführt werden sollte, 2008 aber abgesagt wurde.
Verwendet werden sollte eine lasergekühlte Atomuhr und ein Zeitübertragungssystem, welches auf die GPS-Satelliten zurückgreift. PARCS wird parallel zum Supraleitenden Mikrowellenoszillator SUMO betrieben, um Zeitvergleiche durchzuführen und nach winzigen Abweichungen von den Vorhersagen der allgemeinen Relativitätstheorie zu suchen.

## Projektziele
- Tests an der Gravitationstheorie
- Forschung an lasergekühlten Atomen
- Verbesserung der Genauigkeit von Zeitmessung auf der Erde

## Projektstandort
Das Projekt sollte auf einer Zusatzeinheit des japanischen Experimentmoduls (JEM) auf der ISS durchgeführt werden. Der Standort erfordert eine gute Sicht auf die Konstellation der GPS-Satelliten, damit der Vergleich zwischen Weltraum- und Bodenuhren durchgeführt werden kann. Zusätzlich entsprechen das Volumen, die verfügbare Leistung und der Kälteträger den Projektvoraussetzungen.

## Institutionen und Menschen
PARCS ist ein Gemeinschaftsprojekt der folgenden Organisationen:
- Jet Propulsion Laboratory (JPL), Entwicklung des Fluggeräts
- National Institute of Standards and Technology (NIST), Konzept und Entwicklungstests
- University of Colorado, Ausarbeitung der durchzuführenden Gravitationstests

## Mitwirkende Personen
- Bill Klipstein, Dave Seidel und John Dick vom JPL
- Don Sullivan und Bill Phillips vom NIST
- Neil Ashby von der University of Colorado
- John Lipa von der Stanford University